# Micronesia

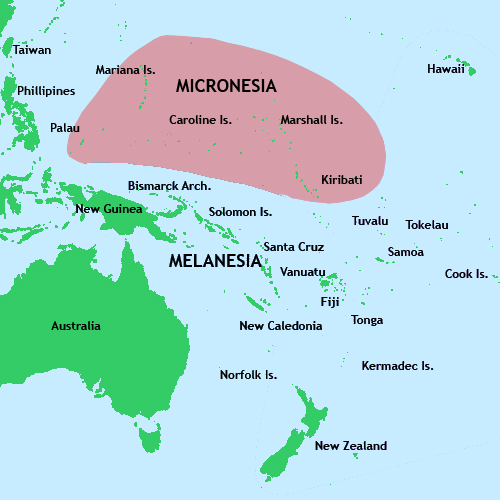
Bản đồ Micronesia

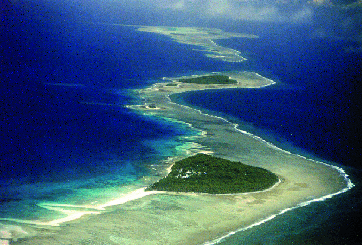
Ulithi, một rạn san hô vòng thưộc Quần đảo Caroline.

Micronesia (UK: /ˌmaɪkrəˈniːziə/, US: /-ˈniːʒə/, phiên âm:"Mi-crô-nê-di-a"), còn gọi là Tiểu Đảo là một tiểu vùng của châu Đại Dương, gồm hàng ngàn đảo nhỏ ở tây Thái Bình Dương. Micronesia là một trong ba khu vực văn hóa ở Thái Bình Dương cùng với Melanesia về phía nam, và Polynesia về phía đông.
Khu vực này có khí hậu nhiệt đới đại dương và thuộc khu vực sinh thái châu Đại Dương. Micronesia bao gồm các quốc gia và vùng lãnh thổ sau: Liên bang Micronesia, Kiribati, Quần đảo Marshall, Nauru, Palau, Guam, Quần đảo Bắc Mariana, và đảo Wake.
Từ Micronesia bắt nguồn từ tiếng Hy Lạp mikros (μικρός), nghĩa là nhỏ, và nesos (νῆσος), nghĩa là đảo.

## Địa lý

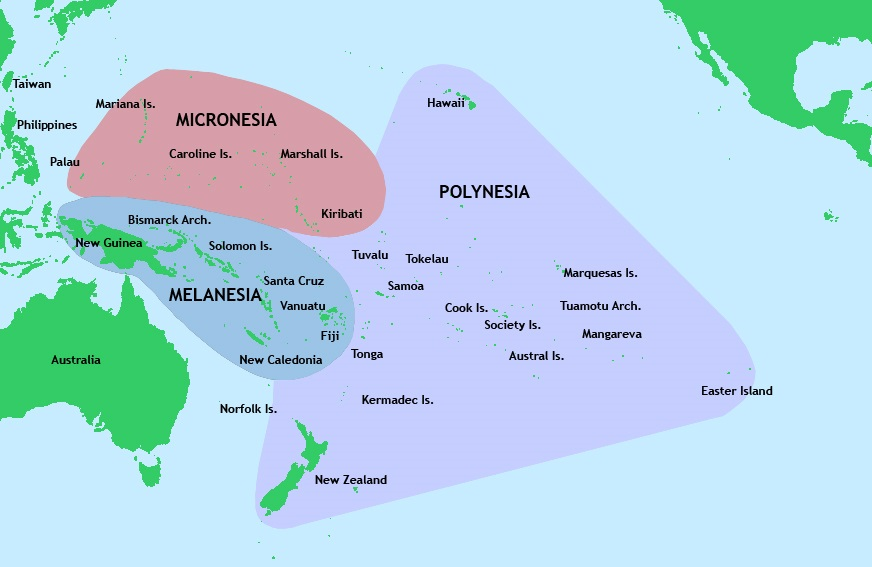
Micronesia là một trong ba khu vực văn hóa ở Thái Bình Dương, cùng với Polynesia và Melanesia.

Micronesia có khoảng 2100 đảo với tổng diện tích đất liền là 2700 km². Guam là đảo lớn nhất với diện tích 582 km². Bốn nhóm đảo chính của Micronesia là: Quần đảo Caroline, Quần đảo Gilbert, Quần đảo Mariana, và Quần đảo Marshall.

### Quần đảo Caroline
Quần đảo Caroline bao gồm 500 đảo san hô và nằm ở phái bắc của New Guinea và phía đông của Philippines.

### Quần đảo Gilbert
Quần đảo Gilbert là một chuỗi 16 rạn san hô vòng và các đảo san hô nằm gần như trên một đường thẳng hướng từ bắc tới nam. Quần đảo này thuộc Kiribati.

### Quần đảo Mariana
Quần đảo Mariana thuộc vùng lãnh thổ của Mỹ được cấu thành bởi 15 núi lửa.

### Nauru

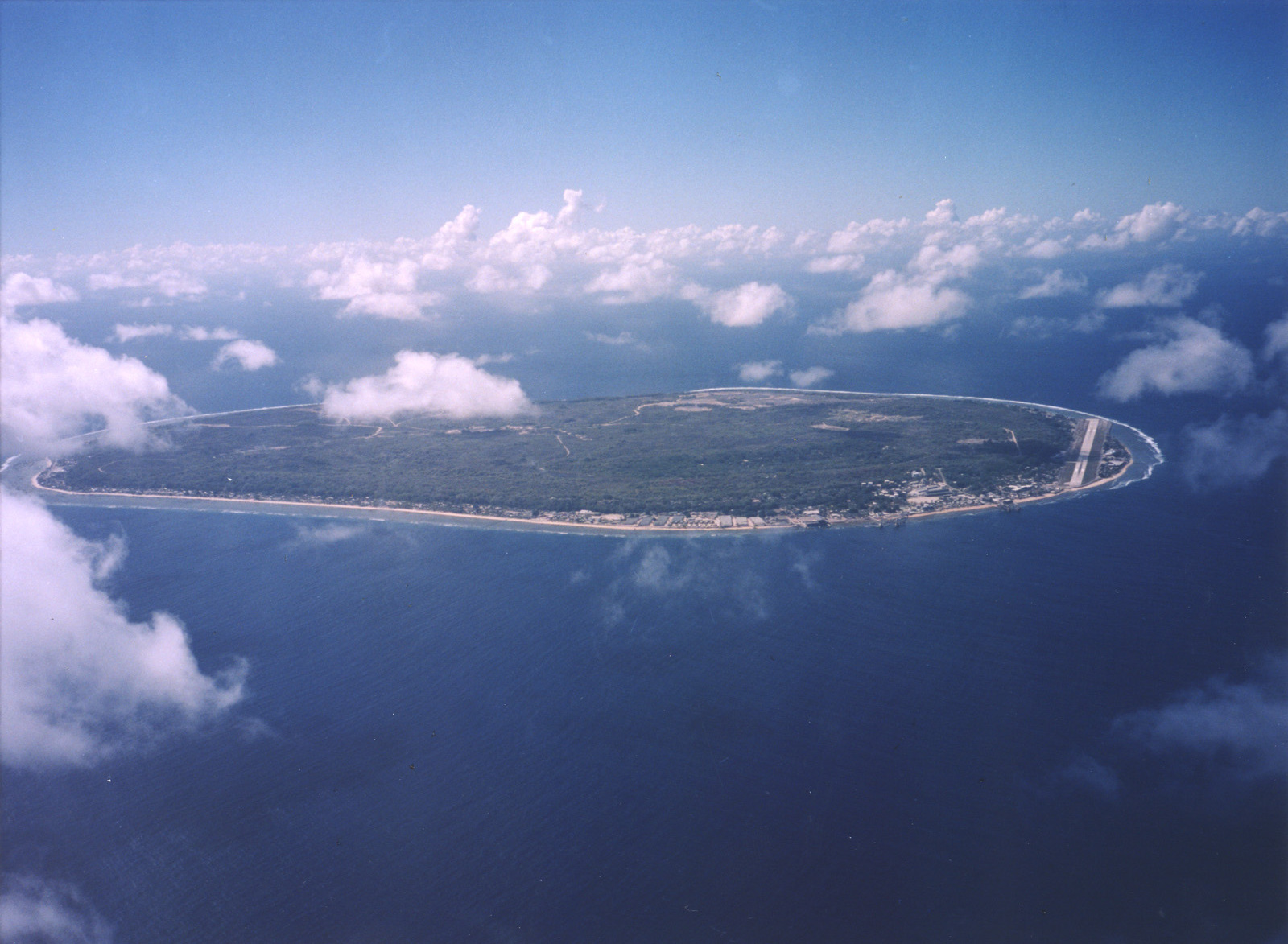
Nauru
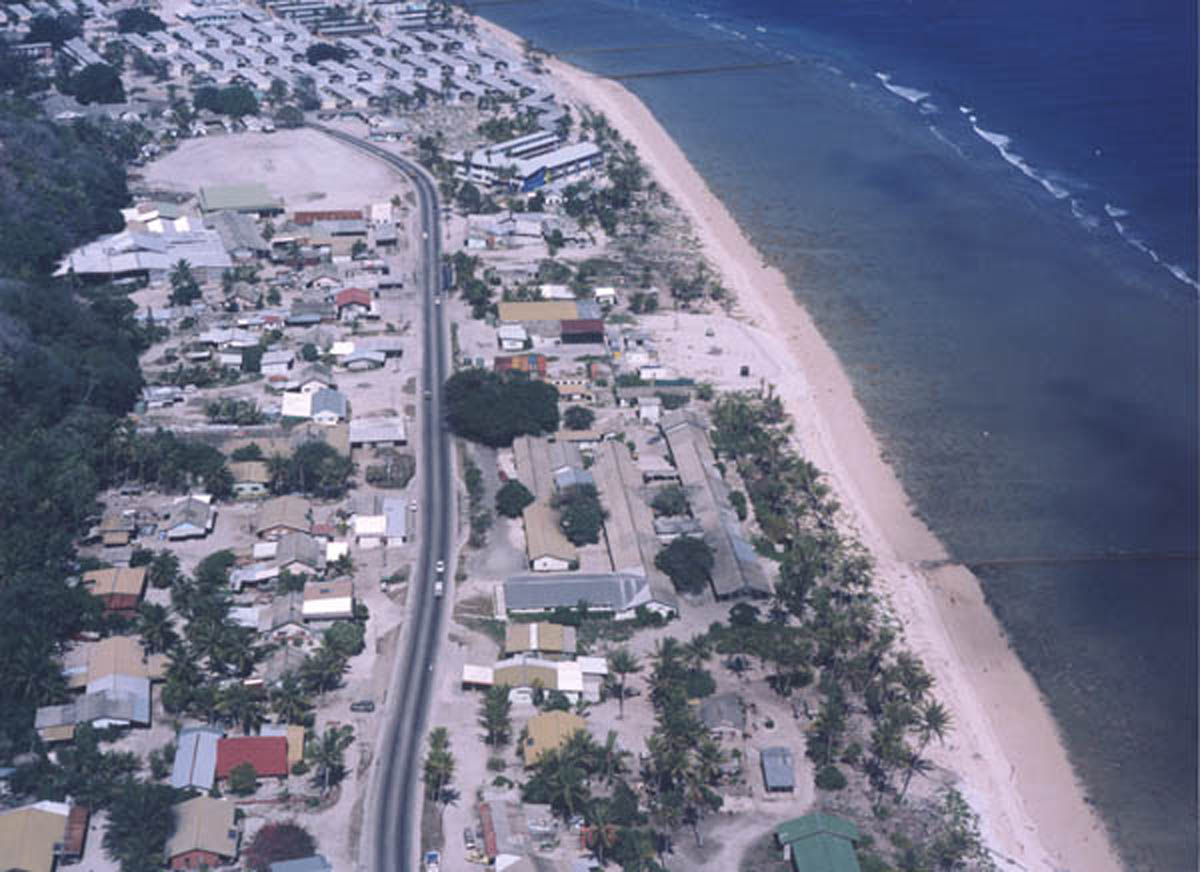
Quận Denigomodu và quận Nibok, Nauru

### Đảo Wake
Đảo Wake là một rạn san hô vòng nằm phái bắc của quần đảo Marshall. Đảo Wake thuộc vùng lãnh thổ của Hoa Kỳ.

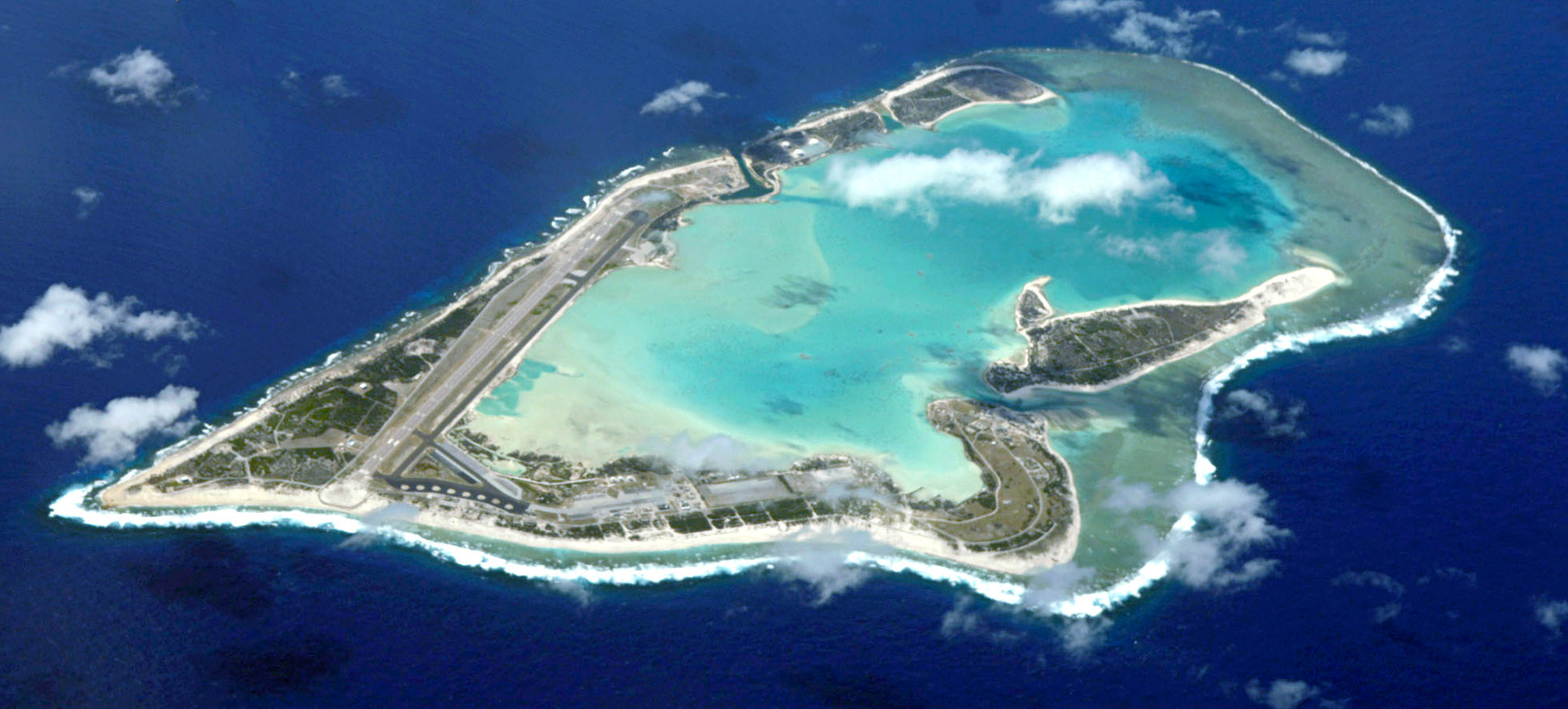
Đảo Wake

## Chính trị

### Quốc gia và Vùng lãnh thổ
| Quốc gia                      | Dân số(2010) | Diện tích(km²) (/km²) | Mật độ dân số | Tỉ lệ biết chữ | Dân tộc |
| ----------------------------- | ------------ | --------------------- | ------------- | -------------- | --- |
| Liên bang Micronesia          | 107,154      | 702                   | 152.641       | 71.23          | người Chuuk 48.8%, người Pohnpei 24.2%, người Kosrae 6.2%, người Yap 5.2%, Yap outer islands 4.5%, người châu Á 1.8%, Polynesian 1.5%, khác 7.8% |
| Guam (Hoa Kỳ)                 | 160,865      | 1,478                 | 122.371       | 78.18          | Chamorro 37.1%, Philippines 26.3%, người bản địa Thái Bình Dương 11.3%, da trắng 6.9%, khác 8.6%, lai 9.8%                                       |
| Kiribati                      | 99,482       | 811                   | 122.666       | 64.03          | Micronesian 98.8% |
| Quần đảo Marshall             | 65,859       | 181                   | 363.862       | 71.48          | người Marshall 92.1%, lai Marshall 5.9%, khác 2%                                                                                                 |
| Nauru                         | 9,267        | 21                    | 441.286       | 64.99          | người Nauru 58%, người bản địa Thái Bình Dương 26%, Trung Quốc 8%, châu Âu 8%                                                                    |
| Quần đảo Bắc Mariana (Hoa Kỳ) | 48,317       | 464                   | 104.131       | 76.9           | châu Á 56.3%, người bản địa Thái Bình Dương 36.3%, da trắng 1.8%, khác 0.8%, lai 4.8%                                                            |
| Palau                         | 20,879       | 459                   | 45.488        | 71.51          | Palau 69.9%, Filipino 15.3%, Trung Quốc 4.9%, châu Á 2.4%, trắng 1.9%, người Carolinia 1.4%, khác 4.3%                                           |
| Tổng                          | 531,823      | 4,116                 | 193.206       | 71.19          | |